# Liga Nacional de Nueva Zelanda 1982
La Liga Nacional de Nueva Zelanda 1982 fue la decimotercera edición de la antigua primera división del país. El campeón fue el University-Mount Wellington, que consiguió su quinto título en el torneo.

## Ascensos y descensos
| Pos | de la Liga Nacional |
| --- | ------------------- |
| 10º | Takapuna City       |
| 11º | Woolston WMC        |
| 12º | Rangers             |

| Pos | de la Northern League |
| --- | --------------------- |
| 1º  | East Coast Bays       |

| Pos | de la Central League |
| --- | -------------------- |
| 1º  | Napier City Rovers   |

| Pos | de la Southern League |
| --- | --------------------- |
| 1º  | Invercargill Thistle  |

## Equipos participantes
| Equipo                      | Ciudad       | Liga            |
| --------------------------- | ------------ | --------------- |
| University-Mount Wellington | Auckland     | Northern League |
| Manurewa                    | Auckland     | Northern League |
| Hamilton                    | Hamilton     | Northern League |
| East Coast Bays             | North Shore  | Northern League |
| North Shore United          | North Shore  | Northern League |
| Gisborne City               | Gisborne     | Central League  |
| Napier City Rovers          | Napier       | Central League  |
| Miramar Rangers             | Wellington   | Central League  |
| Wellington Diamond United   | Wellington   | Central League  |
| Christchurch United         | Christchurch | Southern League |
| Dunedin City                | Dunedin      | Southern League |
| Invercargill Thistle        | Invercargill | Southern League |

## Clasificación
| Pos | Equipo                      | PJ | G  | E  | P  | GF | GC | Dif | Pts |
| --- | --------------------------- | -- | -- | -- | -- | -- | -- | --- | --- |
| 1   | University-Mount Wellington | 22 | 15 | 6  | 1  | 52 | 15 | 37  | 36  |
| 2   | North Shore United          | 22 | 11 | 7  | 4  | 44 | 25 | 19  | 29  |
| 3   | Dunedin City                | 22 | 10 | 7  | 5  | 30 | 21 | 9   | 27  |
| 4   | Gisborne City               | 22 | 10 | 7  | 5  | 39 | 31 | 8   | 27  |
| 5   | Wellington Diamond United   | 22 | 8  | 8  | 6  | 29 | 23 | 6   | 24  |
| 6   | Miramar Rangers             | 22 | 9  | 4  | 9  | 30 | 32 | -2  | 22  |
| 7   | Christchurch United         | 22 | 5  | 11 | 6  | 27 | 26 | 1   | 21  |
| 8   | Napier City Rovers          | 22 | 7  | 7  | 8  | 36 | 40 | -4  | 21  |
| 9   | Manurewa                    | 22 | 8  | 5  | 9  | 31 | 33 | -2  | 21  |
| 10  | Hamilton                    | 22 | 3  | 7  | 12 | 21 | 39 | -18 | 13  |
| 11  | East Coast Bays             | 22 | 4  | 4  | 14 | 23 | 44 | -21 | 12  |
| 12  | Invercargill Thistle        | 22 | 3  | 5  | 14 | 18 | 51 | -33 | 11  |

J: partidos jugados; G: partidos ganados; E: partidos empatados; P: partidos perdidos; GF: goles a favor;
 GC: goles en contra; DG: diferencia de goles; Pts: puntos
|  | Desafiliación para la próxima temporada |

| Bandera de Nueva Zelanda                      |
| Campeón University-Mount Wellington 5º título |